# Гонконг на літніх Олімпійських іграх 2008
Гонконг на Літні Олімпійські ігри 2008 був делегований Спортивною федерацією та олімпійським комітетом Гонконгу, Китай. У заявці Гонконгу було представлено 34 спортсмени в одинадцяти видах спорту, які не завоювали жодної медалі.